# Dodro
Dodro es un municipio español de la provincia de La Coruña en Galicia, junto al curso bajo y la desembocadura del río Ulla, que forma a continuación la ría de Arosa.

## Geografía
Limita al oeste con el municipio de Rianjo, al norte con los municipios de Rois y Lousame, al este con el municipio de Padrón y al sur con el río Ulla que le separa de Valga, ya en la provincia de Pontevedra.
La geografía de Dodro se ha visto afectada por la construcción de la carretera VR-G 1.1. Esta vía rápida atravesó el monte de Dodro, de cierto valor ecológico, y eliminó gran parte del pesado tráfico que atravesaba los principales núcleos de población. En 2008 la VR-G 1.1 se desdobló, convirtiéndose en la autovía AG-11. A consecuencia de estas obras, la antigua carretera de Padrón a Riveira (C-550) se transformó en la actual AC-305, de mucho menor tráfico, aunque sigue siendo la vía que vertebra este ayuntamiento, dividido en las parroquias de San Juan de Laíño, San Julián, y Santa María de Dodro, en el que se encuentra el lugar de Tallós, donde está situado el ayuntamiento, si bien es Lestrove el núcleo más poblado, por su cercanía a Padrón, con el que limita directamente.
Desde la AC-305 salen hacia el norte varias vías que enlazan con las aldeas de las parroquias de Laíño, San Juan y San Julián. La que pasa por San Julián continúa por detrás del monte de San Gregorio y termina en Rois con la LC-301, de Padrón a Noya.
Dodro disfruta de una posición privilegiada. Desde su frontera con Padrón aparece la Veiga das Brañas, ecosistema fluvial formado por la confluencia de los ríos Sar y Ulla que se prolonga en las Brañas de Laíño, importante humedal de marea. Al estar tan cercano a la desembocadura del río Ulla, las mareas vivas de la Ría de Arosa inundan la ribera norte del río (su margen derecha).

## Parroquias
Parroquias que forman parte del municipio:
- Dodro (Santa María)
- Laiño (San Juan)[2]
- San Julián de Laiño (San Julián)[2]

## Geografía humana

### Demografía
Cuenta con una población de 2620 habitantes (INE 2024).
| Gráfica de evolución demográfica de Dodro entre 1842 y 2021                                                           |
| |
| Población de derecho según los censos de población del INE. Población de hecho según los censos de población del INE. |

## Economía

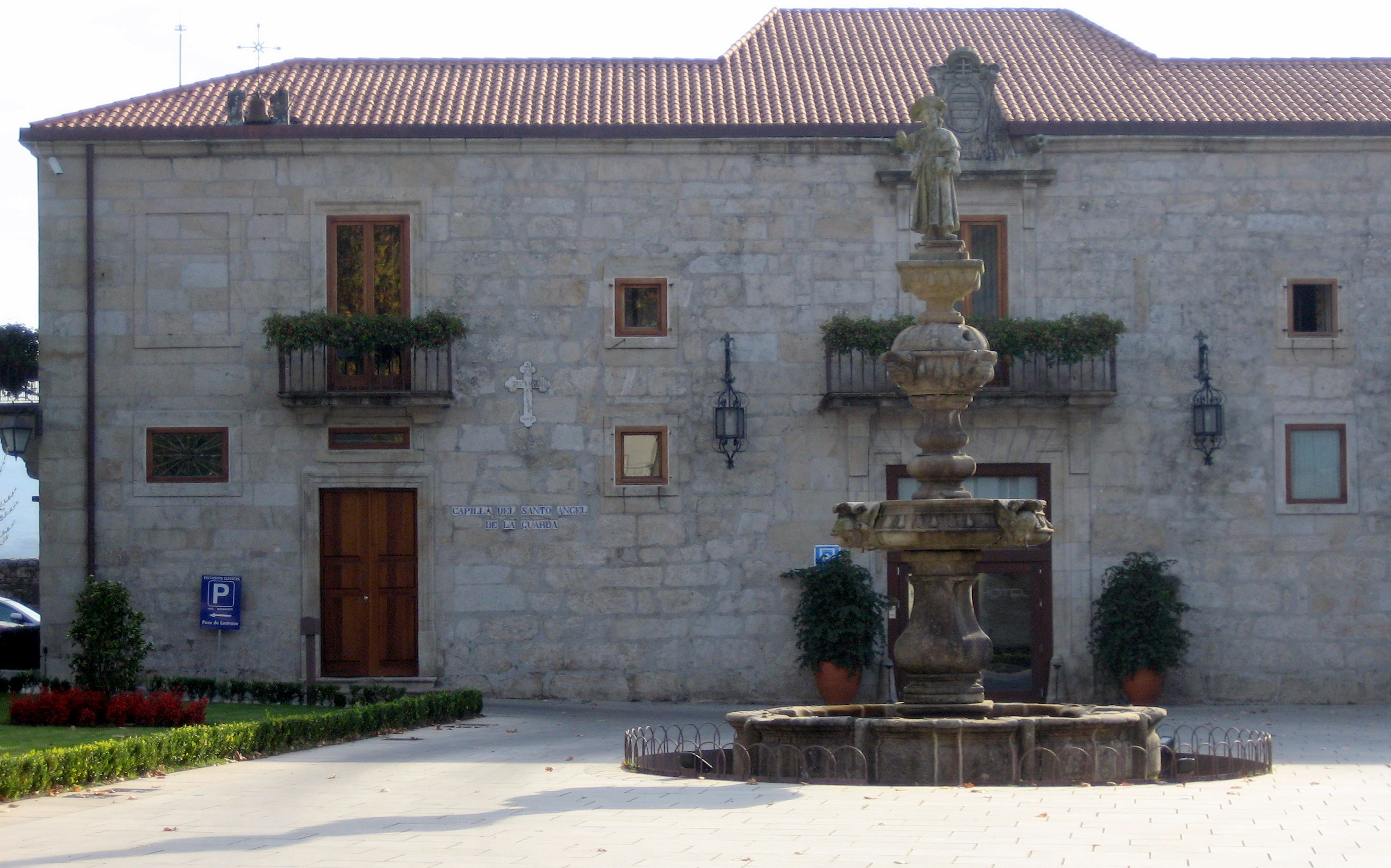
Chafaríz barroco,

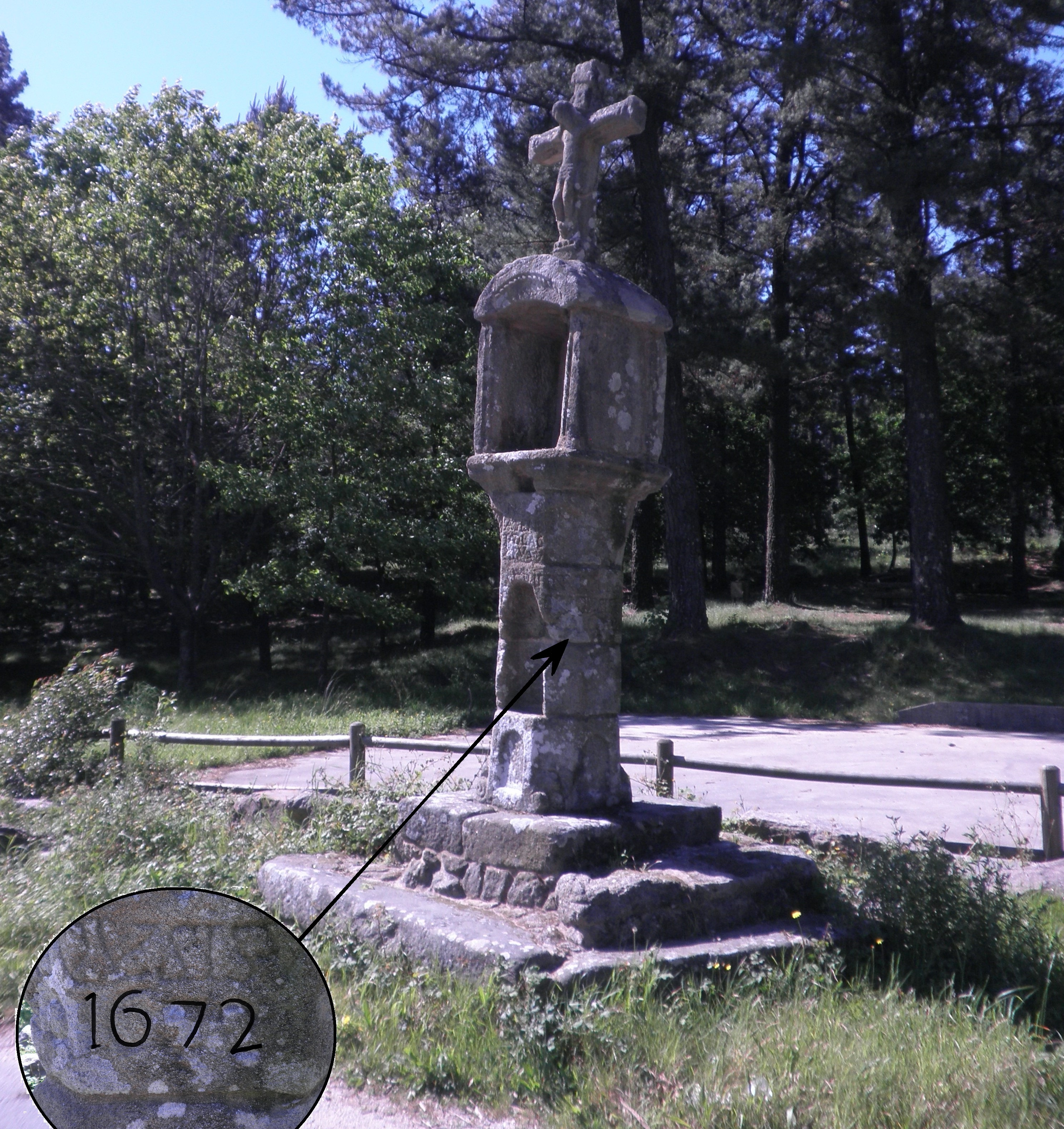
Cruz de Avelán

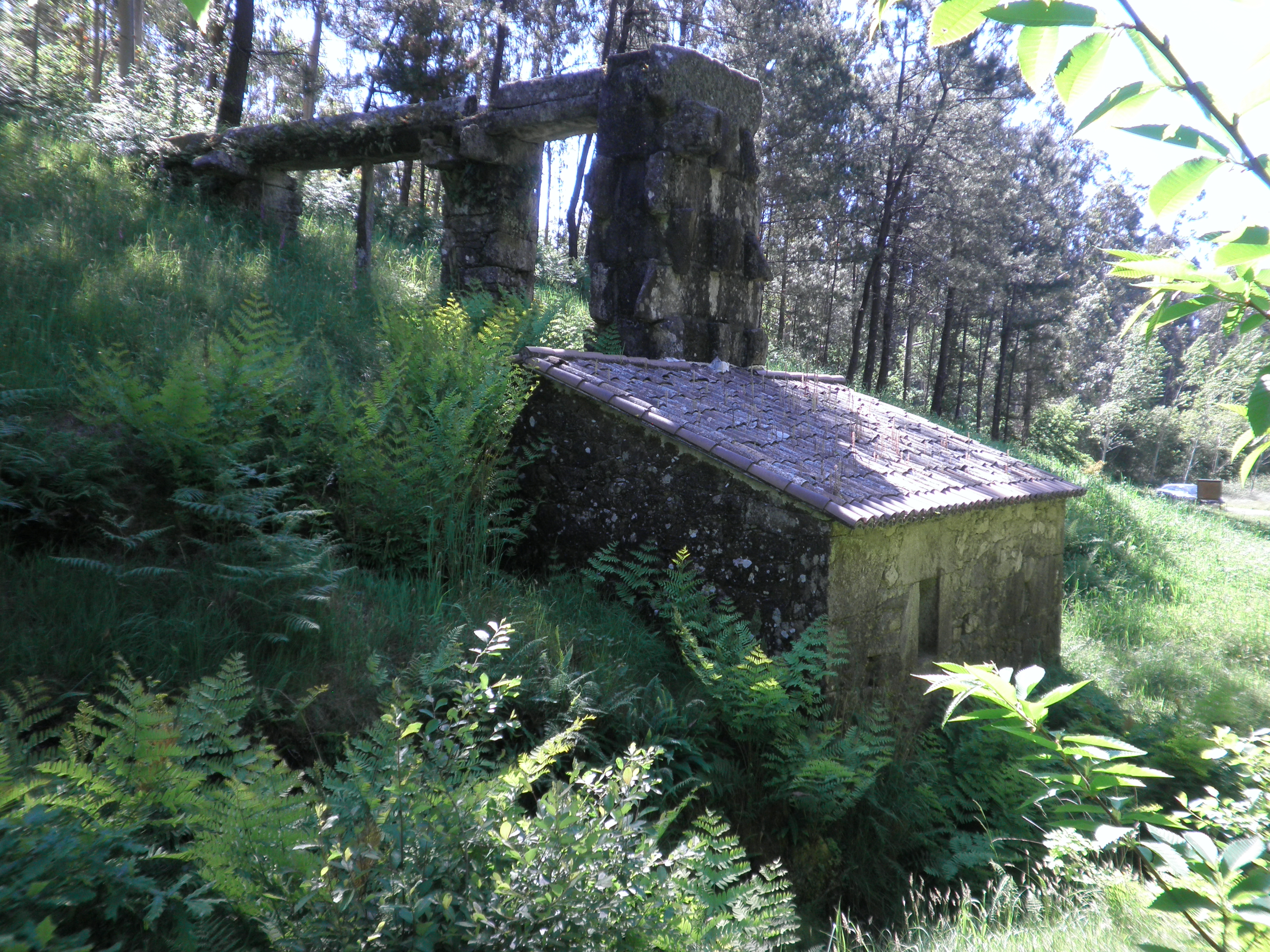
Molino de la Dehesa

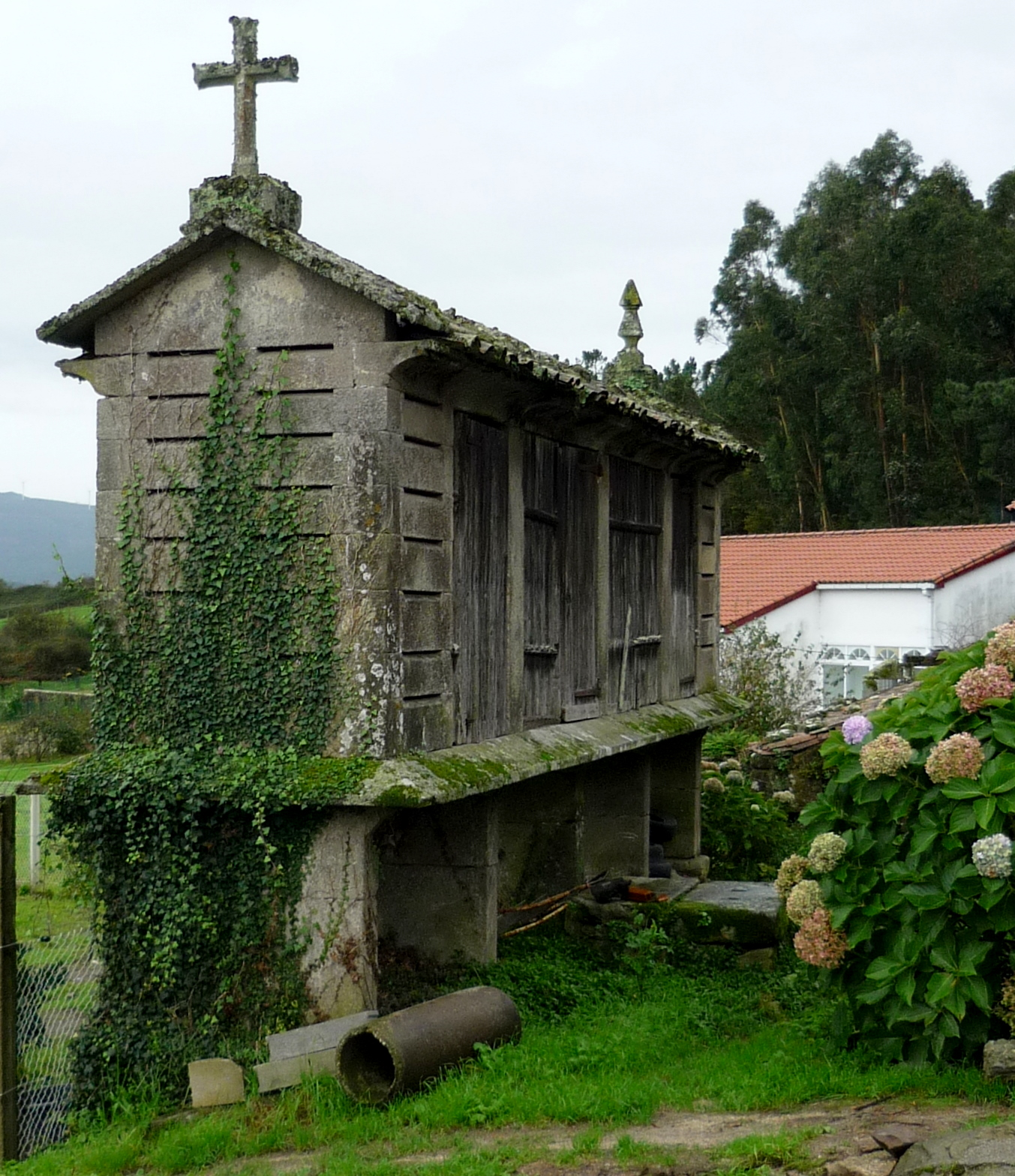
Horreo en Laiño

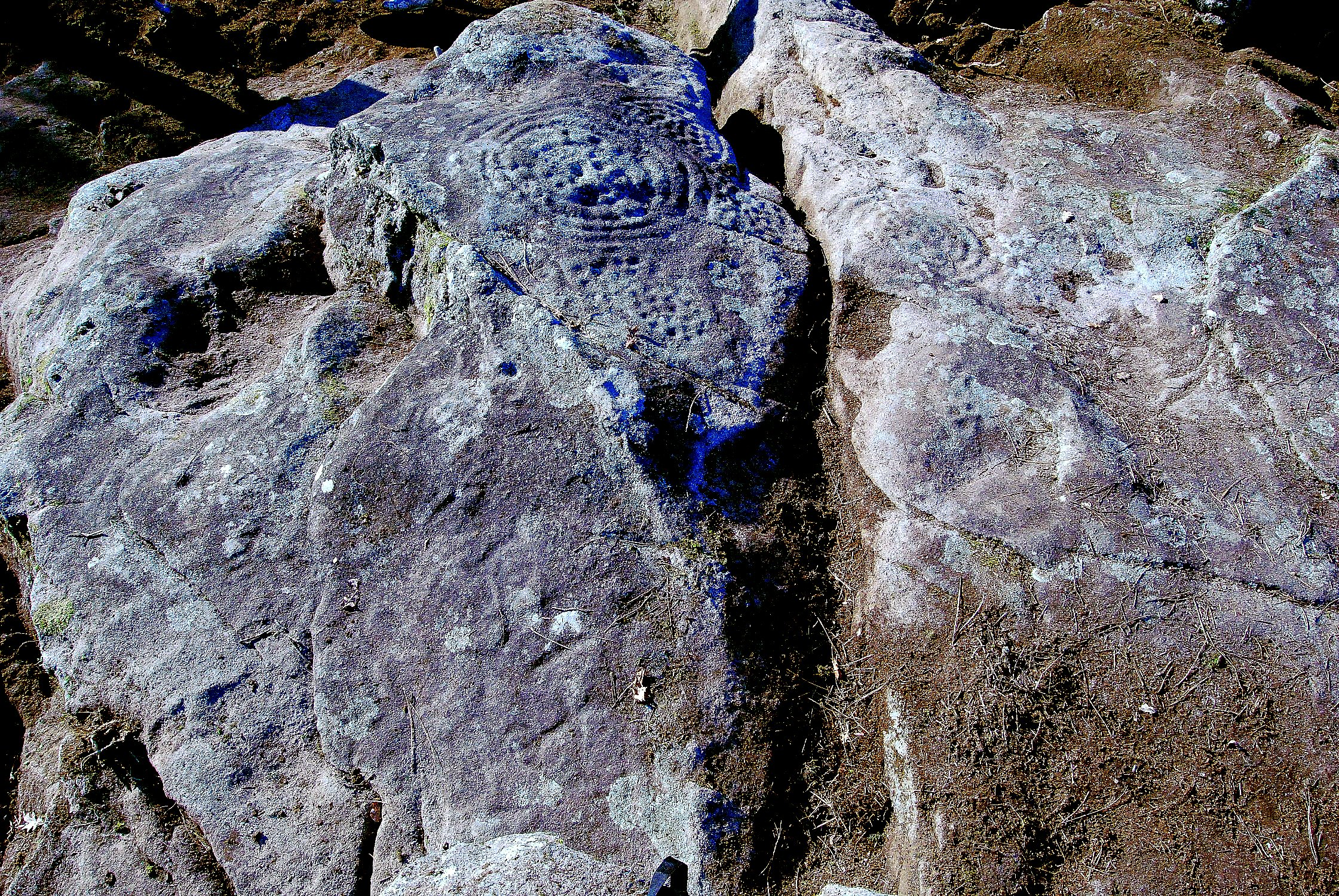
Petroglifo de Bouza Abadín

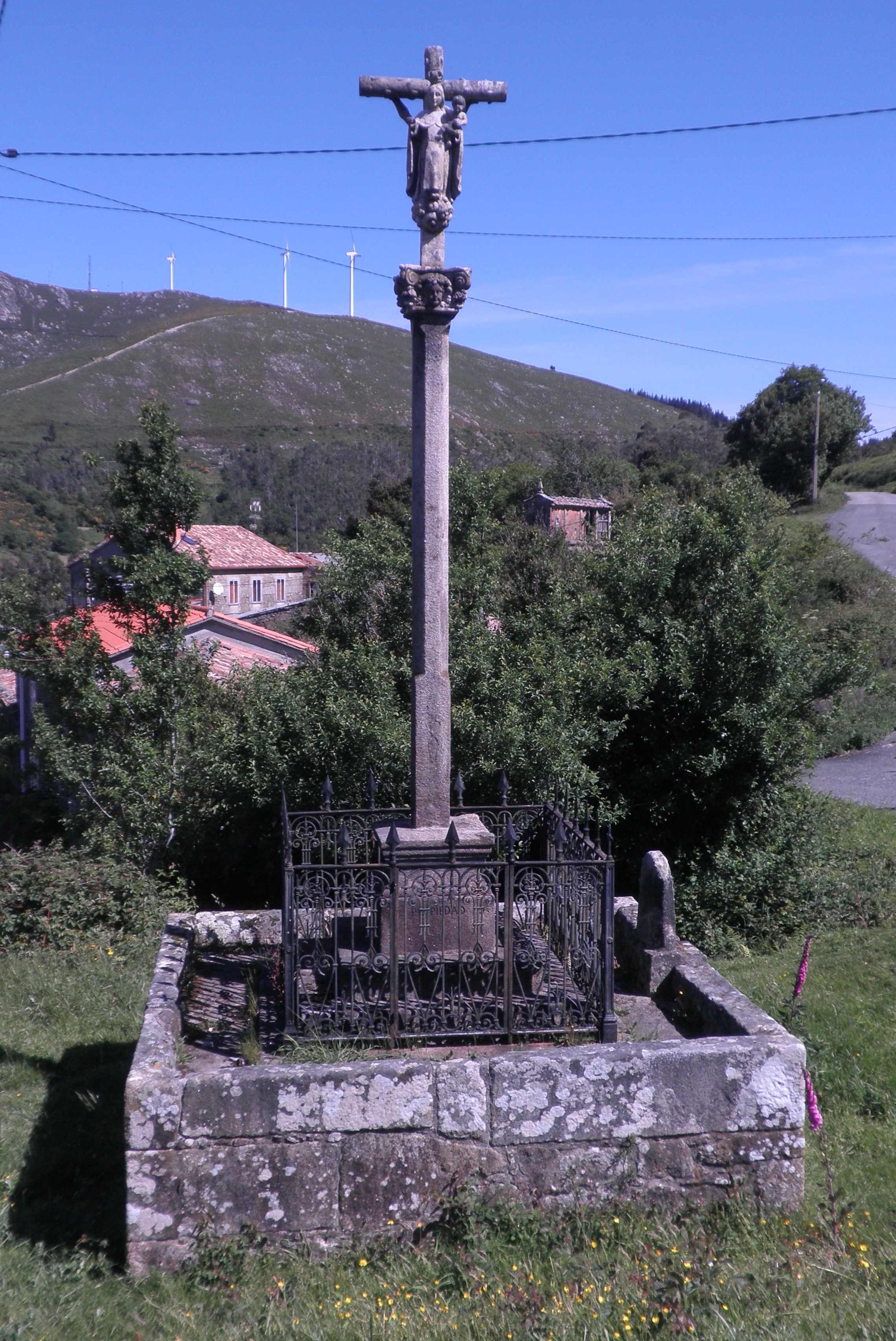
Cruceiro de Bustelo

En lo tocante a la economía, el sector servicios es el que ocupa a una mayor parte de la población activa. Dodro es un ayuntamiento con fuerte tradición agrícola y ganadera, pero en los últimos años, una serie de cambios y reformas hizo que este sector quedase relegado a una agricultura a tiempo parcial, donde en la mayoría de los casos se trata de un suplemento a la economía doméstica. Respecto a las explotaciones ganaderas, en el pasado las vacas se utilizaban como ayuda en las labores agrícolas y también para obtener leche y productos lácteos destinados a la venta, lo que suponía una buena ayuda para las economías domésticas. Pero a partir de los años 70 y 80, con la intensificación del sector, la cota lechera supuso una gran disminución de este tipo de producción.
Últimamente hay un tímido repunte de la acción turística centrada sobre todo en los pazos, hoy convertidos en lujosos hoteles rurales.

## Monumentos
- Las mámoas de la Paradegua.
- Los petroglifos de Bouza Abadín.
- El castro de Castro.
- El castro de Bexo.
- El castro de Lestrove.
- El castro de Imo.
- El castro de Monte Xián.
- El castro de Traxeito.
- El crucero de Avelán.
- El crucero de Bustelo.
- Los hórreos de A Lavandeira.
- La ermita de San Amaro.
- La ermita de La Leche.
- Las iglesias parroquiales de San Juan, San Julián y Santa María.
- El pazo de Tarrío.
- El Pazo de Lestrove.[5]
- El pazo de Hermida.

## Dodro en la cultura popular
- Como chove miudiño,/ como miudiño chove,/ pola banda de Laíño,/ pola banda de Lestrove.
"Como chove miudiño", Cantares Gallegos (1863). Rosalía de Castro.[6]